# Еварт (Мічиган)
Еварт (англ. Evart) — місто (англ. city) в США, в окрузі Осеола штату Мічиган. Населення — 1742 особи (2020).

## Географія
Еварт розташований за координатами 43°53′56″ пн. ш. 85°16′14″ зх. д. / 43.89889° пн. ш. 85.27056° зх. д. (43.898807, -85.270534).  За даними Бюро перепису населення США в 2010 році місто мало площу 5,88 км², з яких 5,79 км² — суходіл та 0,08 км² — водойми. В 2017 році площа становила 6,23 км², з яких 6,15 км² — суходіл та 0,08 км² — водойми.

### Клімат
| Клімат : Еварт        | Клімат : Еварт | Клімат : Еварт | Клімат : Еварт | Клімат : Еварт | Клімат : Еварт | Клімат : Еварт | Клімат : Еварт | Клімат : Еварт | Клімат : Еварт | Клімат : Еварт | Клімат : Еварт | Клімат : Еварт | Клімат : Еварт |
| Показник              | Січ.           | Лют.           | Бер.           | Квіт.          | Трав.          | Черв.          | Лип.           | Серп.          | Вер.           | Жовт.          | Лист.          | Груд.          | Рік            |
| Середній максимум, °C | −2,8           | −0,6           | 5,0            | 12,2           | 20,0           | 24,4           | 27,2           | 25,6           | 21,1           | 14,4           | 6,1            | 0,0            | 12,8           |
| Середній мінімум, °C  | −13,3          | −12,8          | −7,8           | −0,6           | 5,0            | 10,0           | 12,2           | 11,7           | 7,2            | 0,6            | −3,9           | −8,9           | 0,0            |
| Норма опадів, мм      | 51             | 38             | 56             | 74             | 74             | 81             | 64             | 102            | 109            | 71             | 58             | 53             | 831            |
| --------------------- | -------------- | -------------- | -------------- | -------------- | -------------- | -------------- | -------------- | -------------- | -------------- | -------------- | -------------- | -------------- | -------------- |
| Джерело: Weatherbase  |                |                |                |                |                |                |                |                |                |                |                |                |                |

## Демографія
Згідно з переписом 2010 року, у місті мешкали 1903 особи в 767 домогосподарствах у складі 466 родин. Густота населення становила 324 особи/км².  Було 889 помешкань (151/км²).
Расовий склад населення:
| - 95,7 % — білих - 0,8 % — корінних американців - 0,8 % — чорних або афроамериканців - 0,1 % — вихідців з тихоокеанських островів - 0,1 % — азіатів |

До двох чи більше рас належало 2,5 %. Частка іспаномовних становила 2,2 % від усіх жителів.
За віковим діапазоном населення розподілялося таким чином: 28,5 % — особи молодші 18 років, 55,6 % — особи у віці 18—64 років, 15,9 % — особи у віці 65 років та старші. Медіана віку мешканця становила 33,5 року. На 100 осіб жіночої статі у місті припадало 82,8 чоловіків;  на 100 жінок у віці від 18 років та старших — 78,9 чоловіків також старших 18 років.
Середній дохід на одне домашнє господарство  становив 29 785 доларів США (медіана — 19 211), а середній дохід на одну сім'ю — 33 084 долари (медіана — 26 207). Медіана доходів становила 35 341 долар для чоловіків та 28 409 доларів для жінок. За межею бідності перебувало 44,7 % осіб, у тому числі 67,6 % дітей у віці до 18 років та 15,1 % осіб у віці 65 років та старших.
Цивільне працевлаштоване населення становило 458 осіб. Основні галузі зайнятості: освіта, охорона здоров'я та соціальна допомога — 27,5 %, виробництво — 21,4 %, роздрібна торгівля — 11,8 %, мистецтво, розваги та відпочинок — 11,4 %.